# Dollah Hamid
H. A. Abdullah „Dollah” Hamid (ur. 15 lutego 1931) – singapurski hokeista na trawie, olimpijczyk.
Uczestnik Letnich Igrzysk Olimpijskich 1956. Początkowo miał być zmiennikiem Edwarda Pillaia, jednak przed igrzyskami Pillai zerwał oba więzadła kolanowe, wskutek czego Hamid został podstawowym bramkarzem drużyny. Reprezentował Singapur we wszystkich sześciu spotkaniach fazy grupowej i rundy klasyfikacyjnej o miejsca 5–8, w których strzelono mu 30 bramek. Jego reprezentacja zajęła finalnie 8. miejsce w stawce 12 zespołów.